# António Martins da Cruz
António Manuel de Mendonça Martins da Cruz (ur. 28 grudnia 1946 w Lizbonie) – portugalski dyplomata, prawnik i polityk, w latach 2002–2003 minister spraw zagranicznych.

## Życiorys
Absolwent prawa na Uniwersytecie Lizbońskim. Kształcił się także na Uniwersytecie Genewskim. W pierwszej połowie lat 70. dołączył do portugalskiej służby dyplomatycznej. Pracował w departamencie międzynarodowych organizacji gospodarczych, następnie w Mozambiku i Egipcie. W 1979 przeszedł do stałego przedstawicielstwa Portugalii przy ONZ w Genewie. W 1984 objął stanowisko dyrektora departamentu integracji europejskiej w resorcie spraw zagranicznych. W 1985 premier Aníbal Cavaco Silva powołał go na swojego doradcę, funkcję tę pełnił przez dziesięć lat. Następnie był ambasadorem przy NATO i Unii Zachodnioeuropejskiej, a od 1999 w Hiszpanii. W międzyczasie w 1987 został wykładowcą na Universidade Lusíada de Lisboa.
W kwietniu 2002 z rekomendacji Partii Socjaldemokratycznej został inistrem spraw zagranicznych w gabinecie José Manuela Durão Barroso. Pełnił tę funkcję do października 2003. Od 7 kwietnia do 31 grudnia 2002 zajmował również stanowisko OBWE. Po odejściu z rządu zajął się działalnością konsultingową, powoływany w skład organów kierowniczych różnych przedsiębiorstw i instytucji gospodarczych, został m.in. prezesem izb handlowo-przemysłowych portugalsko-panamskiej i portugalsko-dominikańskiej.

## Odznaczenia
- Komandor Orderu Infanta Henryka (1987, Portugalia)
- Krzyż Wielki Orderu Zasługi (1994, Portugalia)[4]
- Komandor Orderu Gwiazdy Polarnej (1987, Szwecja)
- Wielki Oficer Orderu Oswobodziciela (1987, Wenezuela)
- Komandor Orderu Narodowego Zasługi (1990, Ekwador)
- Komandor Orderu Narodowego Zasługi (1990, Francja)
- Komandor Orderu Honoru (1990, Grecja)
- Komandor Orderu Pro Merito Melitensi (1991, Zakon Maltański)
- Krzyż Wielki Orderu Zasługi Wielkiego Księstwa Luksemburga (1991, Luksemburg)
- Wielki Oficer Orderu Oranje-Nassau (1992, Holandia)
- Wielki Oficer Orderu Bernardo O’Higginsa (1993, Chile)
- Order Stara Płanina I klasy (2002, Bułgaria)
- Krzyż Wielki Orderu Izabeli Katolickiej (2000, Hiszpania)
- Krzyż Wielki Orderu Zasługi Cywilnej (2000, Hiszpania)
- Krzyż Wielki Orderu Zasługi (2002, Węgry)
- Krzyż Wielki Orderu Wyzwoliciela San Martina (2003, Argentyna)
- Krzyż Wielki Orderu Krzyża Południa (2003, Brazylia)[5]